# Худайбергенов, Толкунбек
Толкунбек Худайбергенов (туркм. Tolkunbek Hudaýbergenow; род. 4 января 1986, Ташаузская область) — туркменский тяжелоатлет.

## Биография
На Олимпиаде-2008 в Пекине, занял 7 место среди участников весовой категории до 62 кг. Вошёл в список лучших спортсменов Туркменистана 2011 года.